# Cagayake!GIRLS
Cagayake!GIRLS（かがやけ! ガールズ），是櫻高輕音部（桜高軽音部）的一首單曲。2009年4月22日由Pony Canyon發行。

## 概要
- 〈Cagayake!GIRLS〉為TBS系電視動畫《K-ON!》的片頭曲，而片尾曲也在同一日發行。
- 「櫻高輕音部」（桜高軽音部）是指《K-ON!》中登場的四位主角平澤唯、秋山澪、田井中律、琴吹紬組成的演奏團體。實際上演唱的是四名角色的聲優，即豐崎愛生、日笠陽子、佐藤聰美、壽美菜子。
- 〈Cagayake!GIRLS〉由豐崎愛生（飾演平澤唯）擔當主唱，其餘三人擔當伴唱。
- 初回限定盤和通常盤的包裝有所不同，初回限定盤（PCCG-70036）帶有可替換的角色封面。
- 發售當週獲得當週總排名第四名，發售三週後與一同達成"同一歌手、同時發售之單曲連續三周同時進入top10"的單曲記錄。此為自1999年1月宇多田光的『Automatic/time will tell』8cm盤・12cm盤後相隔10年四個月的單曲新記錄，"同一歌手而不同作品"方面則是自1998年7月L'Arc〜en〜Ciel的『HONEY』『花葬』『浸食 〜lose control〜』以來相隔約11年後的單曲新記錄。發售四週後累計突破10萬張，2009年5月的月排名為第四名。

## 收錄曲
1. Cagayake!GIRLS [4:10]
作詞：大森祥子；作曲、編曲：Tom-H@ck
電視動畫《K-ON!》片頭曲。
2. Happy!? Sorry!! [3:48]
作詞：大森祥子；作曲：田村信二；編曲：小森茂生
3. Cagayake!GIRLS（instrumental）
4. Happy!? Sorry!!（instrumental）